# Primera fila: Sasha, Benny y Erik
Primera fila: Sasha, Benny y Erik es el primer álbum en vivo del trío mexicano Sasha, Benny y Erik, publicado el 6 de noviembre de 2012 a través de la compañía discográfica Sony Music.
Fue grabado en el Rancho San Gabriel del Valle de Guadalupe en México. Al igual que los anteriores discos en formato Primera Fila, contó con un escenario ambientado a salas de estudio. Por otra parte, se destacó no solo por ser el primer álbum en vivo del trío mexicano sino también por ser el álbum debut del proyecto formado por los tres exmiembros de la extinta banda Timbiriche: Sasha Sokol, Benny Ibarra y Erik Rubín.
Cuenta con 13 canciones grabadas en el estudio. Nueve canciones son colaboraciones de cada miembro del trío con tres canciones de su respectivo repertorio como solista: Sasha ("Serás el aire", "No me extraña nada" y "Rueda mi mente"), Benny ("Sin ti", "Cielo" y "Tonto corazón") y Erik ("Dame amor", "Cuando mueres por alguien" y "Tu voz"). Además, cuenta con dos canciones inéditas que son: «Cada beso», «Sólo tú»; las reediciones de la canción de Presuntos Implicados: «Cómo hemos cambiado», y de Fito Páez: «El amor después del amor».

## Certificaciones
| País   | Organización | Certificación | Ventas  | Ref.  |
| ------ | ------------ | ------------- | ------- | ----- |
| México | AMPROFON     | 4x Platino    | 240,000 | [ 2 ] |

## Lista de canciones
| Primera fila: Sasha, Benny y Erik - Edición en DVD y formato digital |                             |          |  |
| N.º                                                                  | Título                      | Duración |  |
| 1.                                                                   | «Tonto corazón»             | 4:48     |  |
| 2.                                                                   | «Serás el aire»             | 4:19     |  |
| 3.                                                                   | «Cuando mueres por alguien» | 4:39     |  |
| 4.                                                                   | «Cada beso»                 | 3:41     |  |
| 5.                                                                   | «Rueda mi mente»            | 4:03     |  |
| 6.                                                                   | «Tu voz (Stay On)»          | 3:39     |  |
| 7.                                                                   | «Cielo»                     | 4:10     |  |
| 8.                                                                   | «Cómo hemos cambiado»       | 4:24     |  |
| 9.                                                                   | «No me extraña nada»        | 3:35     |  |
| 10.                                                                  | «Solo tú»                   | 3:54     |  |
| 11.                                                                  | «Sin ti»                    | 4:48     |  |
| 12.                                                                  | «El amor después del amor»  | 4:55     |  |
| 13.                                                                  | «Dame amor»                 | 5:14     |  |